# Милета Аћимовић Ивков
Милета Аћимовић Ивков (Богатић у Мачви, 28. септембар 1966) српски је песник и књижевни критичар.

## Биографија
Дипломирао је и докторирао на Филолошком факултету у Београду. Живи у Београду и у Бановом Пољу.
Радио је као уредник у Народној књизи, а главни је уредник Књижевног магазина.
Био је члан жирија при додели неколико књижевних награда у Србији. Члан је жирија за Књижевну награду Милутин Бојић, Награду „Григорије Божовић”, Нинову награде итд.
Такође је аутор бројних текстова у периодици и зборницима

## Награде и признања
- Милета Аћимовић Ивков је награђен на I светском фестивалу Хаику поезије у Јамaгати, у Јапану 1989. године.
- Добио је Бранкову награду за поезију 1995. године,
- а 2006. године је награђен за књижевну критику Наградом „Милан Богдановић”

## Дела
- Дно, књига песама (Београд, 1995)
- Свет и песма, критичко-есејистичкa књигa, (Краљево, 2010)[3]
- Песничке загонетке, есеји (Београд, 2011)